# Logica baroului
Logica baroului este o operă literară scrisă de Ion Luca Caragiale.